# Ставропольский государственный педагогический институт (1967)
Ставропольский государственный педагогический институт  — высшее учебное заведение, основанное 4 июля 1967 года, осуществляющее подготовку и переподготовку педагогических кадров в системе Министерства образования и науки Российской Федерации.

## Основная история
4 июля 1967 года Постановлением Совета Министров РСФСР и Приказа министра просвещения РСФСР А. И. Данилова № 146 в городе Ставрополе было создано Ставропольское педагогическое училище, для подготовки воспитателей дошкольных учреждений.
11 апреля 1994 года Приказом Министерства образования Российской Федерации № 93 Ставропольское педагогическое училище было преобразовано в Ставропольское высшее педагогическое училище. 7 апреля 1998 года Постановлением Правительства Российской Федерации и распоряжением губернатора Ставропольского края на базе Ставропольского высшего педагогического училища был создан Ставропольский региональный государственный педагогический институт детства, для подготовки педагогических кадров  в области психологии и развития личности, математических и гуманитарных наук, андрагогики, философии и культурологии.
24 декабря 2001 года Приказом по министерству образования Ставропольского края № 523 региональный государственный педагогический институт детства был переименован в Ставропольский государственный педагогический институт. 28 апреля 2008 года в состав института в качестве его филиалов были включены три  педагогических колледжа в городах Ессентуки, Будённовск и Железноводск. С 2004 года в структуре института была создана первая научная лаборатория «Антропология детства», в которой ведутся комплексные прикладные и фундаментальные исследования проблем детской и педагогической антропологии, эта научная лаборатория координирует и объединяет работу ведущих учёных в области педагогики не только Ставропольского края но и других регионов Российской Федерации, а так же из стран ближнего зарубежья. По результатам исследований в этой лаборатории, собираются ежегодные научно-практических конференции различного уровня, на этих конференциях объединяются усилия по разработкам научно-исследовательских работ в области приоритетных антропологических проблем современного образования научно-педагогических кадров из таких стран как: Россия, Германия, США, Армения, Польша, Белоруссия и Венгрия.
В учебную структуру института входят пять факультетов: педагогический, психологии и дефектологии, искусств и физической культуры, дополнительных образовательных программ и заочного, дистанционного образования, семнадцать общеинститутских кафедр: психофизиологии и безопасности жизнедеятельности, дошкольного и начального образования, педагогических арт-технологий, теории и методики лингвистического образования и межкультурной коммуникации, теории и методики истории и обществознания, русской и мировой литературы и технологий обучения, математики, информатики и цифровых образовательных технологий, общей педагогики и образовательных технологий, общей и практической психологии и социальной работы, русского, родных языков и лингводидактики, дефектологии и инклюзивного образования, музыки и социально-художественного образования, физического воспитания и адаптивной физической культуры, философии и социально-гуманитарных дисциплин, народного творчества и хореографического искусства, хорового дирижирования и социально-культурных проектов, дополнительного образования.
В составе университета работают 20 докторов и 40 кандидата наук, 10 профессоров.  Ставропольский государственный педагогический институт находится в числе лидеров российских педагогических институтов, 5 июля 2012 года был признан лауреатом конкурса «Золотая медаль «Европейское Качество» в номинации «100 лучших вузов и НИИ России».

## Структура
Основной источник:

### Факультеты
- Педагогический факультет
- Факультет психологии и дефектологии
- Факультет искусств и физической культуры
- Факультет дополнительных образовательных программ
- Факультет заочного и дистанционного образования

### Кафедры
- Кафедра психофизиологии и безопасности жизнедеятельности
- Кафедра дошкольного и начального образования
- Кафедра педагогических арт-технологий
- Кафедра теории и методики лингвистического образования и межкультурной коммуникации
- Кафедра теории и методики истории и обществознания
- Кафедра русской и мировой литературы и технологий обучения
- Кафедра математики, информатики и цифровых образовательных технологий
- Кафедра общей педагогики и образовательных технологий
- Кафедра общей и практической психологии и социальной работы
- Кафедра русского, родных языков и лингводидактики
- Кафедра дефектологии и инклюзивного образования
- Кафедра музыки и социально-художественного образования
- Кафедра физического воспитания и адаптивной физической культуры
- Кафедра философии и социально-гуманитарных дисциплин
- Кафедра народного творчества и хореографического искусства
- Кафедра хорового дирижирования и социально-культурных проектов
- Кафедра дополнительного образования

### Филиалы
- Филиал СГПИ в Будённовске
- Филиал СГПИ в Ессентуках
- Филиал СГПИ в Железноводске